# Corybas papa
Corybas papa là một loài thực vật có hoa trong họ Lan. Loài này được Molloy & Irwin mô tả khoa học đầu tiên năm 1996.